# Nicotinepleister

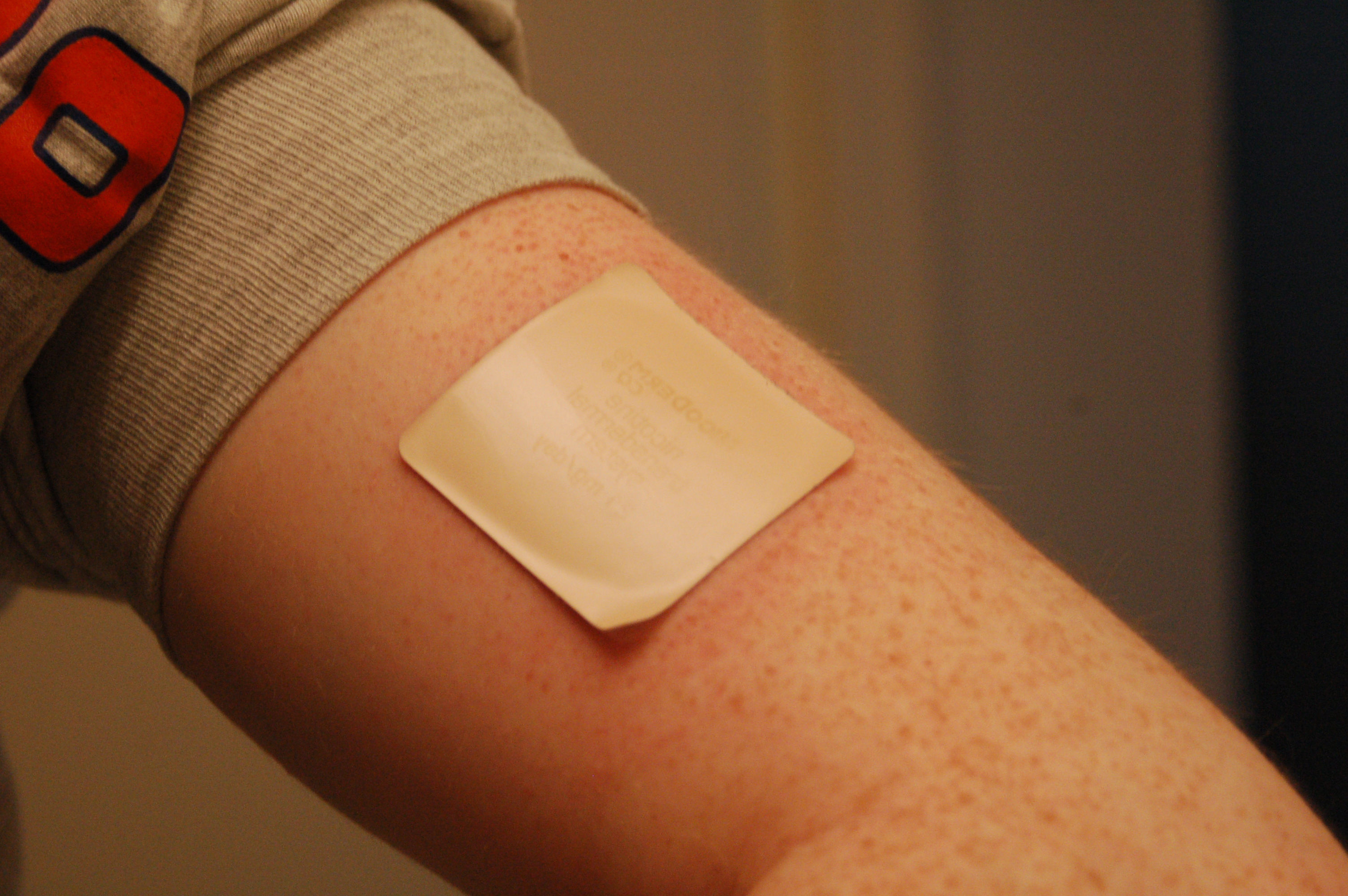
Een 21 mg nicotine bevattende nicotinepleister op de linkerarm

Een nicotinepleister is een pleister die de verslavende stof nicotine bevat en wordt gebruikt als hulpmiddel bij het stoppen met roken. Gezien de pleister dezelfde verslavende stof bevat als die in tabak, wordt de verslaving in stand gehouden, echter krijgt men geen schadelijke rook meer binnen. Het is daarom discutabel of het stoppen met deze pleisters effectief is. 
De pleister wordt op de huid geplakt, meestal op de bovenarm of de romp. Via de huid geeft het kleine hoeveelheden nicotine af, zodat het lichaam niet meer via roken om nicotine vraagt. Door het gebruik van een nicotinepleister krijgt men, buiten nicotine, geen andere schadelijke stoffen binnen, zoals dat bij het roken van sigaretten wel het geval is. 
Een kuur bestaat meestal uit 3 verschillende soorten pleisters, telkens met een lager gehalte aan nicotine. Zo wordt de lichamelijke afkick in stappen afgebouwd. De pleister doet echter niets aan de geestelijke verslaving, die vaak in de loop der jaren dat men gerookt heeft erg sterk is geworden.
Nicotinepleisters worden ook veel gekocht door mensen die een lange vliegreis of iets dergelijks gaan maken waarbij ze niet mogen roken. Ook tijdens het uitgaan worden deze pleisters weleens gebruikt.